# 공숙조류
공숙조류(公叔祖類, ? ~ ?)는 중국 상나라의 제후국인 주의 제후이다. 성은 희(姬), 이름은 공조(公祖)인데, 일명 조감제주(組紺諸盩)이며, 자는 숙류(叔類)이다.
《사기》에서는 공숙조류(公叔祖類)라고 하였다. 아어의 아들이고, 주 태왕의 아버지이다. 시호는 태공(太公)이다.